# 대한민국의 풍력 발전
대한민국의 풍력 발전은 대한민국의 에너지의 일종이다. 2015년 기준으로, 대한민국의 풍력 발전 용적은 835 MW이며, 전체 전기 소비량 가운데 풍력 발전은 0.1% 미만이다. 그러나 대한민국 정부는 2019년까지 총 용적을 2.5 GW까지 증가시키기 위해 8,200,000,000,000 달러를 풍력 발전 단지에 투자할 예정이다.

## 통계

### 연도별 용적과 생산량
대한민국에 설치된 풍력 발전 용적과 연도별 생산량은 아래의 표와 같다.
| 연도        | 1998-2003 | 2004 | 2005  | 2006 | 2007 | 2008 | 2009 | 2010 | 2011 | 2012 | 2013 | 2014 | 2015 |
| ----------- | --------- | ---- | ----- | ---- | ---- | ---- | ---- | ---- | ---- | ---- | ---- | ---- | ---- |
| 설치됨 (MW) | n.a.      | n.a. | 96.6  | 57   | 16   | 86   | 70   | 31   | 28   | 76   | 78   | 48   | 226  |
| 용적 (MW)   | n.a.      | 22.5 | 119.1 | 176  | 192  | 278  | 348  | 379  | 407  | 483  | 561  | 609  | 835  |

### 발전소 현황
| 이름       | 준공        | 운영         | 풍력 발전기      | 시설용량                    |
| 한경 1단계 | 2004년 2월  | 한국남부발전 | NM72c/1500       | 1500 kW × 4기               |
| 영덕       | 2004년 12월 | 유니슨       | NM82/1650        | 1650 kW × 24기              |
| 강원 1단계 | 2005년 12월 | 유니슨       | V80-2.0          | 2000 kW × 14기              |
| 양양       | 2006년 7월  | 한국중부발전 | ?                | 1500 kW × 2기               |
| 매봉산     | ?           | 태백시       | V52-850, Gamesa? | 850 kW × 8기                |
| 강원 2단계 | 2006년 10월 | 유니슨       | V80-2.0          | 2000 kW × 35기              |
| 군산       | ?           | 전라북도     | ?                | 750 kW × 6기 + 850 kW × 4기 |
| 한경 2단계 | 2007년 12월 | 한국남부발전 | V90-3.0          | 3000 kW × 5기               |
| 성산       | 2009년 3월  | 한국남부발전 | V80-2.0          | 2000 kW × 6기               |

## 같이 보기
- 대한민국의 에너지
- 대한민국의 풍력 발전소